# Johann Philipp Krieger
Johann Philipp Krieger, född den 25 februari 1649 i Nürnberg, Tyskland, död den 7 februari 1725 i Weissenfels, Tyskland, var en tysk tonsättare, en tid verksam i Köpenhamn som organist.

## Biografi
Krieger började studera klaverspel och andra instrument redan vid åtta års ålder och sägs ha varit en begåvad elev med absolut gehör. Redan efter ett års studier kunde han fånga en stor publik och komponera flera populära arior.
Under 1660-talet tillbringade Krieger fyra à fem år i Köpenhamn för studier av orgelspel och komposition. Under sin vistelse där erbjöds han att bli organist i Christiania (nuvarande Oslo), vilket han dock avböjde.
Det råder olika uppfattningar om Kriegers fortsatta karriär, men troligen arbetade han som organist i Bayreuth. År 1675 flyttade han till Wien där han spelade för kejsar Leopold I, som var en känd mecenat för kompositörer.
Krieger skrev minst 18 operor och ett stort antal andra både profana och sakrala verk. Tyvärr har många av hans verk gått förlorade: till exempel, av de ca 2.000 kantater han komponerat finns endast 76 bevarade.
Kriegers broder Johann Krieger, 1651 – 1735, var också en betydande tonsättare, främst på orgel- och klavermusikens område.

## Kompositioner i urval
I en sammanställning av Kriegers musik publicerad under hans livstid, i kronologisk ordning, kan nämnas:
- 12 suonate (Nürnberg, 1688): triosonater för två violiner och generalbas
- Auserlesene i Denen dreyen Sing-Spielen Flora, Kekrops und Procris enthaltene Arien (Nürnberg, 1690): första volymen av arior
- Auserlesene Arien anderer Theil (Nürnberg, 1692): andra volymen av arior
- 12 suonate (Nürnberg, 1693): triosonater för violin, bas gamba och generalbas
- Musicalischer Seelen-Friede (Nürnberg, 1697): 20 kantater för solist och 1-2 fioler (obligat / ad lib)
- Lustige Feld-Musik (Nürnberg, 1704): stycken för 4 blåsinstrument